# Fred Hansen
Frederick Morgan "Fred" Hansen (Cuero, 29 de dezembro de 1940) é um ex-atleta e campeão olímpico norte-americano especializado no salto com vara. Vencedor da prova em Tóquio 1964, manteve o recorde mundial da modalidade por cerca de dois anos – 5,28 m – conquistado em Los Angeles em 1964, meses antes dos Jogos Olímpicos.
Até os Jogos de Tóquio, os Estados Unidos nunca tinham perdido uma competição olímpica no salto do vara, desde a primeira edição em Atenas 1896. A final foi disputada apenas por ele pois os outros americanos já haviam sido eliminados. Ela incluía dois ex-recordistas mundiais e o decatleta de Formosa, Yang Chuan-kwang, forte na modalidade. Hansen passou os cinco metros na primeira tentativa e com ele mais três saltadores alemães. Passou a próxima marca e aos 5,10 m apenas ele e o alemão Wolfgang Reinhardt ainda estavam na prova. Fred falhou por duas vezes na tentativa de superar a altura, assim como Reinhardt, mas o alemão havia superado a altura anterior com apenas um salto enquanto Hansen precisou de duas. Isso significava que se ele não passasse os 5,10 na última tentativa, o alemão seria campeão. E na terceira tentativa ele finalmente conseguiu saltar, o mesmo não acontecendo com o adversário. Com isso, os Estados Unidos puderam manter uma hegemonia aboluta e total nesta prova olímpica, o que só terminaria oito anos depois, em Munique 1972, e dali por diante.
Hoje trabalha como dentista em Houston, Texas.